# Cimetière de Schaerbeek
 (août 2025).
Si vous disposez d'ouvrages ou d'articles de référence ou si vous connaissez des sites web de qualité traitant du thème abordé ici, merci de compléter l'article en donnant les références utiles à sa vérifiabilité et en les liant à la section « Notes et références ».
Pour les articles homonymes, voir Schaerbeek (homonymie).
Le cimetière de Schaerbeek, appelé officiellement Nouveau cimetière de Schaerbeek, est un cimetière appartenant à la commune bruxelloise de Schaerbeek et où les habitants de cette commune ont le droit de se faire inhumer.
Ce cimetière n'est pas situé sur la commune de Schaerbeek, mais en partie sur la commune voisine d'Evere et sur le village flamand de Woluwe-Saint-Étienne faisant partie de la commune de Zaventem. Ce terrain d'environ 25 ha fut acquis par la commune en 1953.
Ce cimetière est voisin du Cimetière de Bruxelles mais ne doit pas être confondu avec lui. Il est bordé par l'avenue Jules Bordet, la rue d'Evere et le sentier Kleine Eversweg. Son entrée est située à Evere, rue d'Evere n° 4.
Remarquons qu'à l'ouest de ce cimetière est accolé le cimetière de la commune d'Evere, qui en est séparé par un mur.

## Ancien cimetière de Schaerbeek
L'ancien cimetière de Schaerbeek était situé dans le quartier Terdelt et a été transformé en un complexe sportif et un parc public, le parc Albert Ier. Créé le 1er janvier 1868, le cimetière a été définitivement fermé le 31 décembre 1970 et désaffecté en 1972.

## Personnalités enterrées au cimetière de Schaerbeek
La liste ci-dessous est triée par ordre croissant de date de décès
- L'architecte Gustave Saintenoy (1832-1892).
- Le peintre Antoine Van Hammée (1836-1903).
- Le peintre Henry Stacquet (1838-1906).
- L'explorateur Ernest Cambier (1844-1909).
- La résistante Gabrielle Petit (1893-1916).
- Le sculpteur Thomas Vinçotte (1850-1925).
- Le poète Albert Giraud (1860-1929).
- Le Premier ministre Henri Jaspar (1870-1939).
- L'homme d'État et écrivain Louis Bertrand (1856-1943).
- Le peintre surréaliste René Magritte (1898-1967), et son épouse Georgette Berger (1901-1986)

 Patrimoine classé (2009), concession no 3047 (parcelle no 16, chemin no 2, 26e tombe).
- Le poète surréaliste Marcel Mariën (1920-1993), grâce à la générosité de son ami Christian Bussy qui y fit placer comme épitaphe une phrase extraite de l'un des derniers carnets du poète : "Il n'y a aucun mérite à être quoi que ce soit".
- La résistante Andrée De Jongh (1916-2007).

## Modalités pratiques

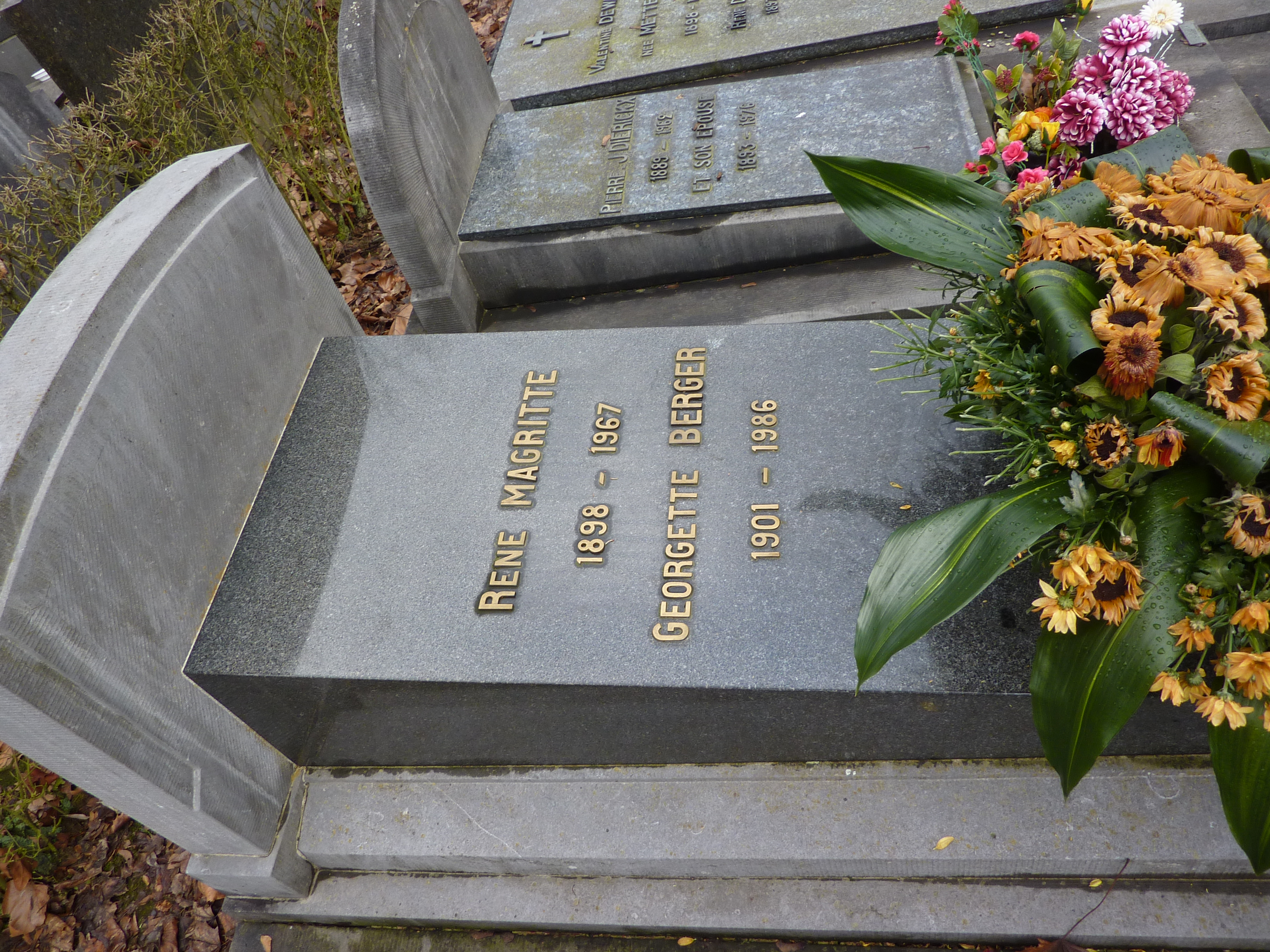
Tombe du peintre René Magritte et de son épouse Georgette, au cimetière de Schaerbeek.

- Adresse : Rue d'Evere, 4 à 1140 Bruxelles.
- Horaires : Ouvert tous les jours sans exception.
  - Lundi au samedi : 8h à 16h15
  - Dimanche et jour férié : 8h30 à 16h15